# Carsten Seifert

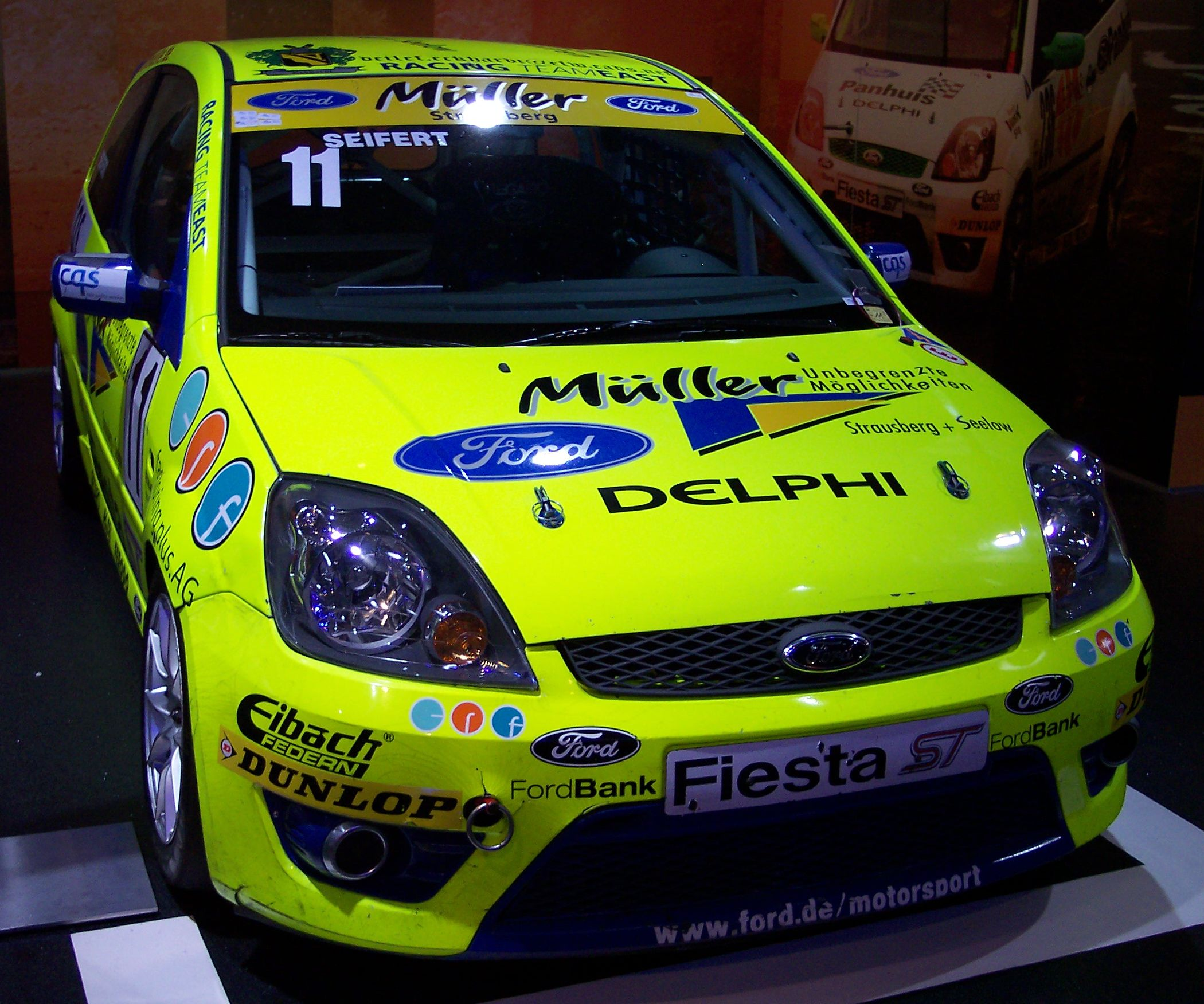
Carsten Seiferts Ford Fiesta ST från Ford Fiesta ST Cup 2006.

Carsten Seifert, född 17 februari 1981 i Dresden, är en tysk racerförare.

## Racingkarriär
Mellan 2000 och 2001 tävlade Seifert i ADAC VW Lupo Cup. Första säsongen slutade han på sjunde plats totalt och blev mästare den andra.
Under 2002 tävlade Seifert i New Beetle Cup Germany, ett mästerskap med endast Volkswagen New Beetle-bilar. Han slutade på elfte plats totalt i det och vandrade året efter över till Ford Fiesta ST Cup, med Ford Fiesta ST-bilar. Han tävlade i det mästerskapet under fem år och blev mästare två gånger. Efter dess har han alltid tävlat i en Ford Fiesta ST. 
Under 2008 körde han två race i division 2 i ADAC Procar, det tyska standardvagnsmästerskapet. Han slutade på pallen i båda racen. Han körde även European Touring Car Cup på Salzburgring, i Super 1600-klassen, och slutade på andraplats bakom Ralf Martin.
2009 körde han fem race i ADAC Procar. Han tog en seger och slutade på åttonde plats totalt. Precis som året tidigare körde han European Touring Car Cup i Super 1600-klassen. Det året gick tävlingarna på Circuito Vasco Sameiro. Seifert vann båda racen, men han var dock den enda deltagaren. 
Till 2010 blev European Touring Car Cup ett helt mästerskap, med tre tävlingshelger. Seifert vann återigen mästerskapet, efter att ha vunnit tre av deltävlingarna och blivit tvåa i tre. Den här gången hade han fem motståndare i sin klass. Under 2010 körde han även en tävlingshelg i ADAC Procar. Han vann en av tävlingarna och slutade som sjua totalt.
| År                                               | Klass/Mästerskap                      | Team                              | Bil                      | Totalt/poäng | Bästa placering                |
| ------------------------------------------------ | ------------------------------------- | --------------------------------- | ------------------------ | ------------ | ------------------------------ |
| 2000                                             | ADAC VW Lupo Cup                      | ?                                 | Volkswagen Lupo          | 7:a/?p       | 3:a på Hockenheimring (Race ?) |
| 2001                                             | ADAC VW Lupo Cup                      | ?                                 | Volkswagen Lupo          | 1:a/?p       | Minst tre segrar               |
| 2002                                             | New Beetle Cup Germany                | ?                                 | Volkswagen New Beetle    | 11:a/78p     | ?                              |
| 2003                                             | Ford Fiesta ST Cup                    | ?                                 | Ford Fiesta ST           | 4:a/87p      | ?                              |
| 2004                                             | Ford Fiesta ST Cup                    | ?                                 | Ford Fiesta ST           | 1:a/?p       | Sex segrar                     |
| 2005                                             | Ford Fiesta ST Cup                    | ?                                 | Ford Fiesta ST           | 3:a/?p       | ?                              |
| 2006                                             | Ford Fiesta ST Cup                    | ?                                 | Ford Fiesta ST           | 1:a/213p     | ?                              |
| 2007                                             | Ford Fiesta ST Cup                    | Racing Team East                  | Ford Fiesta ST           | 2:a/216p     | Tre segrar                     |
| 2008                                             | ADAC PROCAR - Division 2              | NK Racing Team Naumann Motorsport | Ford Fiesta ST           | 12:a/14p     | ?                              |
| 2008                                             | European Touring Car Cup - Super 1600 | NK Racing Team                    | Ford Fiesta ST           | 2:a/14p      | 2:a på Salzburgring (Race 2)   |
| 2009                                             | ADAC PROCAR - Division 2              | NK Racing Team                    | Ford Fiesta ST           | 8:a/23p      | 1:a på ? (Race ?)              |
| 2009                                             | European Touring Car Cup - Super 1600 | NK Racing Team                    | Ford Fiesta ST           | 1:a/20p      | Två segrar                     |
| 2010                                             | ADAC PROCAR - Division 2              | Rhino's Leipert Motorsport        | Ford Fiesta ST           | 7:a/18p      | 1:a på ? (Race ?)              |
| 2010                                             | European Touring Car Cup - Super 1600 | NK Racing Team                    | Ford Fiesta ST           | 1:a/54p      | Tre segrar                     |
| 2011                                             | ADAC GT Masters                       | NK Racing Team                    | Lamborghini Gallardo GT3 | -/0p         | 26:a på Lausitzring            |
| Senast uppdaterad: 2012-01-14 (4733 dagar sedan) |                                       |                                   |                          |              |                                |